# Зуарец, Фрижа
Фрижа Зуарец (ивр. פריג'א זוארץ‎; 7 декабря 1907, Ливия — 30 апреля 1993, Израиль) — израильский педагог, писатель, общественный и политический деятель, депутат кнессета 3-го, 4-го, 5-го и 6-го созывов от «Религиозного национального фронта» и партии МАФДАЛ.

## Биография
Родился 7 декабря 1907 года в Триполи, Триполитания (ныне Ливийская Арабская Республика). Получил среднее образование, работал преподавателем, был активистом культурного направления сионистского движения в Ливии. В 1949 году репатриировался в Израиль, возглавлял одну из общинных организаций ливийских евреев.
В 1955 году был избран депутатом кнессета 3-го созыва от «Религиозного национального фронта», а затем переизбирался в кнессет 4-го (1959) и 5-го (1961) созывов кнессета от партии МАФДАЛ. В 1965 году получил пост депутата кнессета 6-го созыва после отставки депутата Шабтая Дон-Яхья. В разное время был членом комиссии по услугам населению, комиссии по образованию и культуре и комиссии по делам кнессета.
Умер 30 апреля 1993 года.